# Malin Kivelä

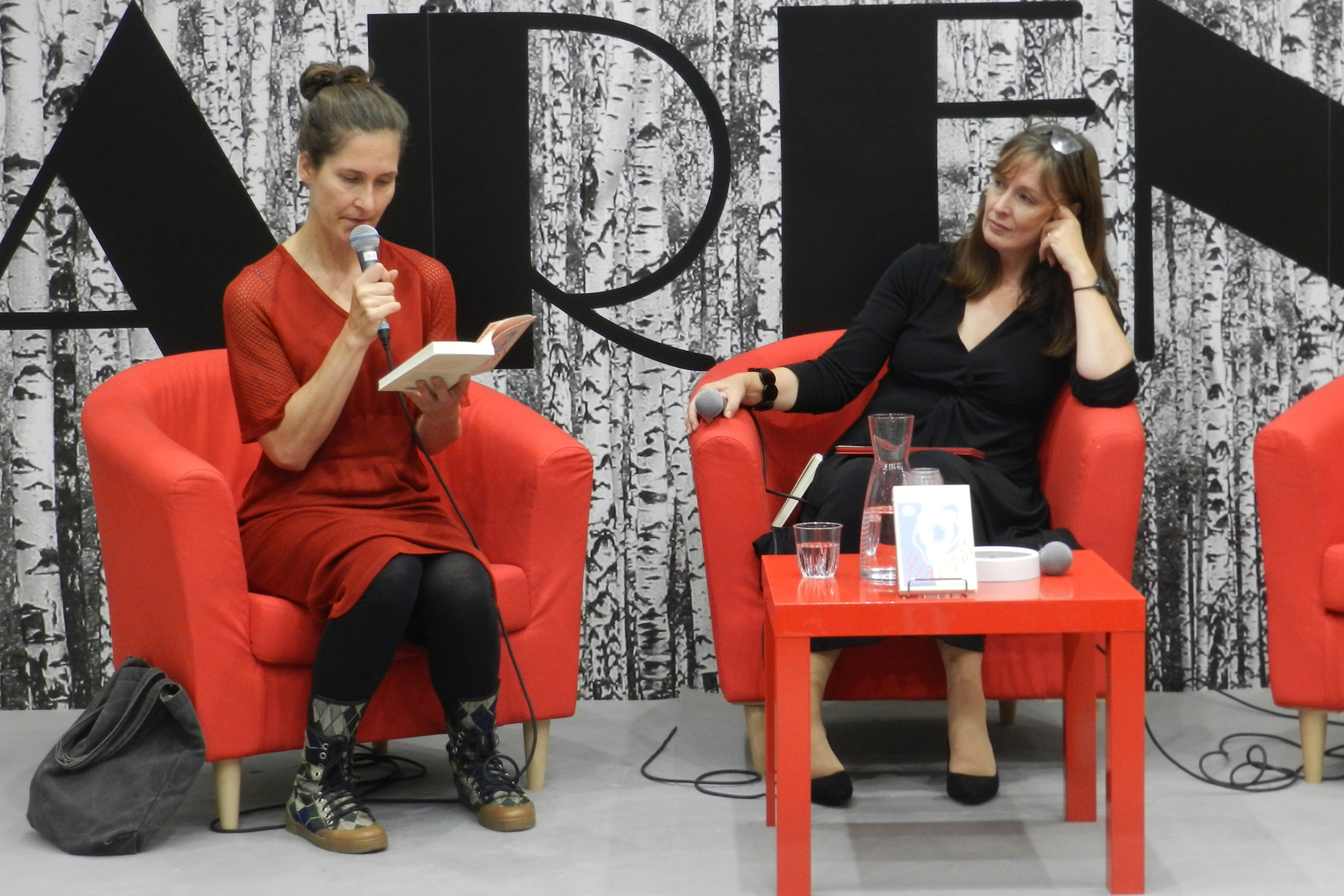
Malin Kivelä (till vänster) och Wivan Nygård-Fagerudd på bokmässan i Göteborg 2019.

Malin Kivelä, född  1974 i Helsingfors, är en finlandssvensk författare, dramatiker  och journalist utbildad på Svenska social- och kommunalhögskolan i Helsingfors 1999. Kivelä har skrivit romaner och barnböcker, hon har också skrivit dramatik och var en av grundarna av den experimentella Skunkteatern i Helsingfors. 

## Priser och utmärkelser
- 2013 – Svenska Yles litteraturpris för Annanstans.
- 2019 – Svenska Yles litteraturpris för Hjärtat.